# Francisco Santos Xesko
Pour les articles homonymes, voir Francisco Santos et Santos (homonymie).
Francisco José Ribeiro Lopes dos Santos, connu sous le nom de Xesko, (né le 17 mai 1962, à Luanda, Angola) est un artiste portugais et angolais ayant exercé son art sous diverses formes et  sous différents noms. C'est également sous le nom de  Francisco Lopes Santos, qu'il est susceptible d'être connu comme nageur. En art visuel il signe souvent par Xesko, en poésie on le connait comme Elias Karipande, et dans les genres du fantastique et de la science-fiction comme Alan J. Banta. Il est publié en anglais et en portugais.
Il représente l'Angola en natation aux Jeux olympiques d'été de 1980 (Hommes 100 m brasse et hommes 4 × 100 m relais quatre nages).
Il a également représenté son pays dans d'autres matchs internationaux, incluant les Jeux africains d'été 1978, d'Alger, Septième Spartakiade d'été 1979 de Moscou et le Universiade d'été 1979 du Mexique.
Il a une maîtrise en beaux-arts contemporains de l'Institut des arts de Sheffield (Université de Sheffield Hallam), Sheffield, Royaume-Uni, et a plusieurs œuvres dans les lieux publics et il est représenté dans plusieurs collections privées et officielles au Portugal, Russie, France, Espagne, Brésil, Royaume-Uni et l'Angola.

## Solo
- 1981 - Freedom (Liberté), Institut scientifique de Minsk (Minsk/Biélorussie - Ex. Union soviétique)
- 1982 - Butterfly Effect (Effet Papillon), Humbi-Humbi, Art Gallery (Luanda/Angola)
- 2004 - 7 Shades of Gray (7 Nuances de gris), Café da Ponte, Docas de Alcântara (Lisbonne/Portugal)
- 2008 - E Pluribus Unum, First Gallery, (Lisbonne/Portugal)
- 2009 - Devaneios (Rêveries), Galerie Vasco da Gama, (Loures/Portugal)
- 2010 - Devaneios II (Rêveries II), Galerie Fernando Pessoa, (Lisbonne/Portugal)[6]

## Collectives
- 1978 - Um Quadro para a Revolução (Une peinture pour la Révolution), Salle Noble de l'Assemblée nationale (Luanda/Angola)
- 2005 - Hôpital Militaire de Belém (Lisbonne/Portugal)
- 2007 - Première Exposition Nationale des Beaux-Arts (Lisbonne/Portugal)[7]
- 2009 - Puro Arte, (Vigo/Espagne)[8]
- 2009 - Artexpo NY, (New York/États-Unis)[9]
- 2009 - Art Meeting in London III (Réunion de Art à London III), Gallery 118, (Londres/Royaume-Uni)[10]
- 2009 - Poésie Visuelle dans Paris II, Galerie Artitude, (Paris/France)[11]
- 2009 - Galeria Aberta (Galerie Ouvert), Musée "Jorge Vieira", (Beja/Portugal)
- 2009 - Ao Redor do Touro (Autour du Taureau), Galerie Vieira Portuense (Porto/Portugal)[12]

- 2007/8/9 - Alcarte (Alcochete/Portugal)[13]